# Serenata a Cafayate

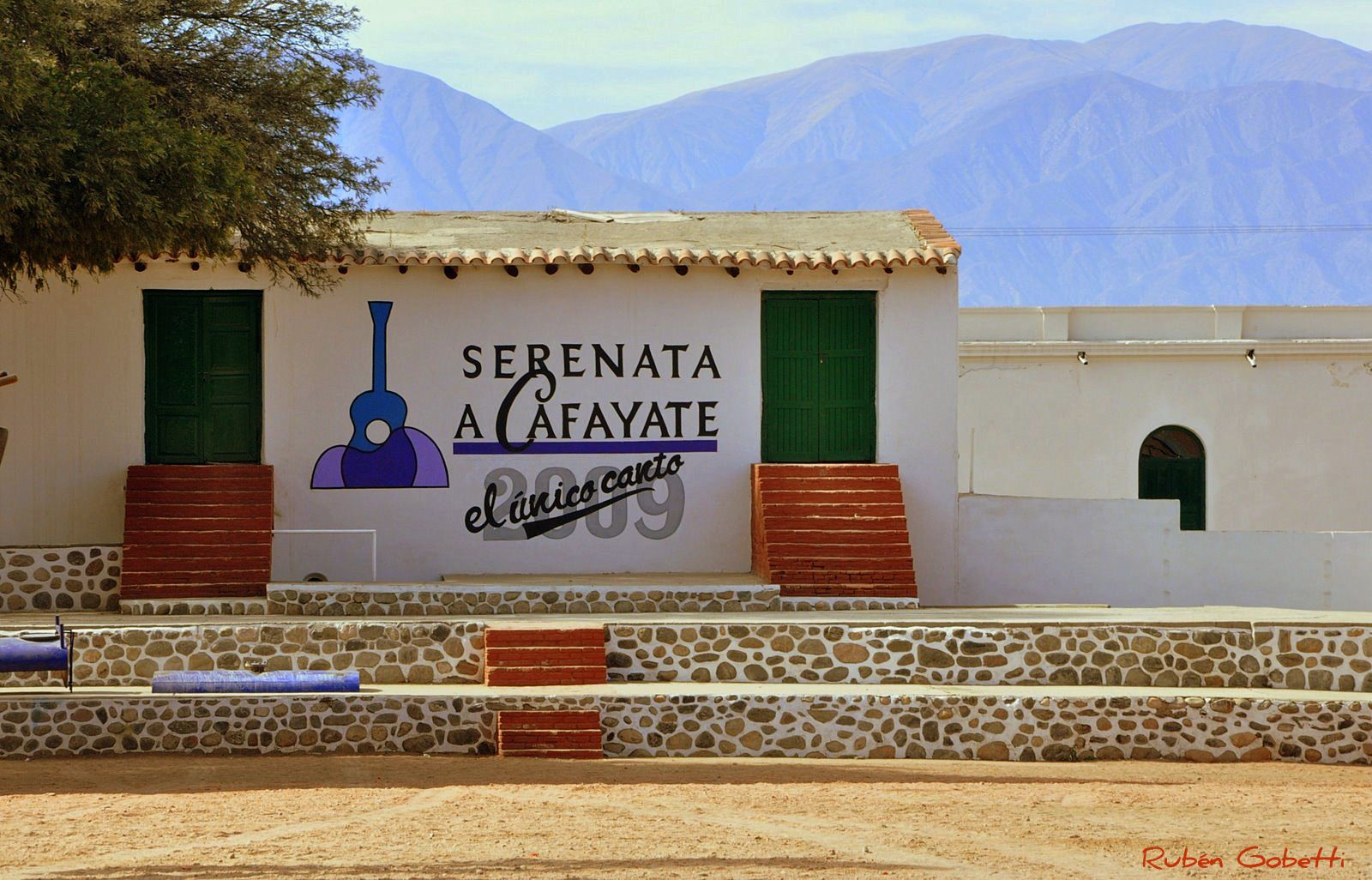
Bodega Encantada en Cafayate donde se realiza anualmente la serenata.

La Serenata a Cafayate es el festival folklórico más importante de la Provincia de Salta y uno de los más destacados del país. Se realiza a mediados del mes de febrero en la ciudad de Cafayate, en el corazón de los Valles Calchaquíes. El escenario de este festival, llamado Payo Solá, está ubicado en la Bodega Encantada, en el centro de Cafayate.

## Historia

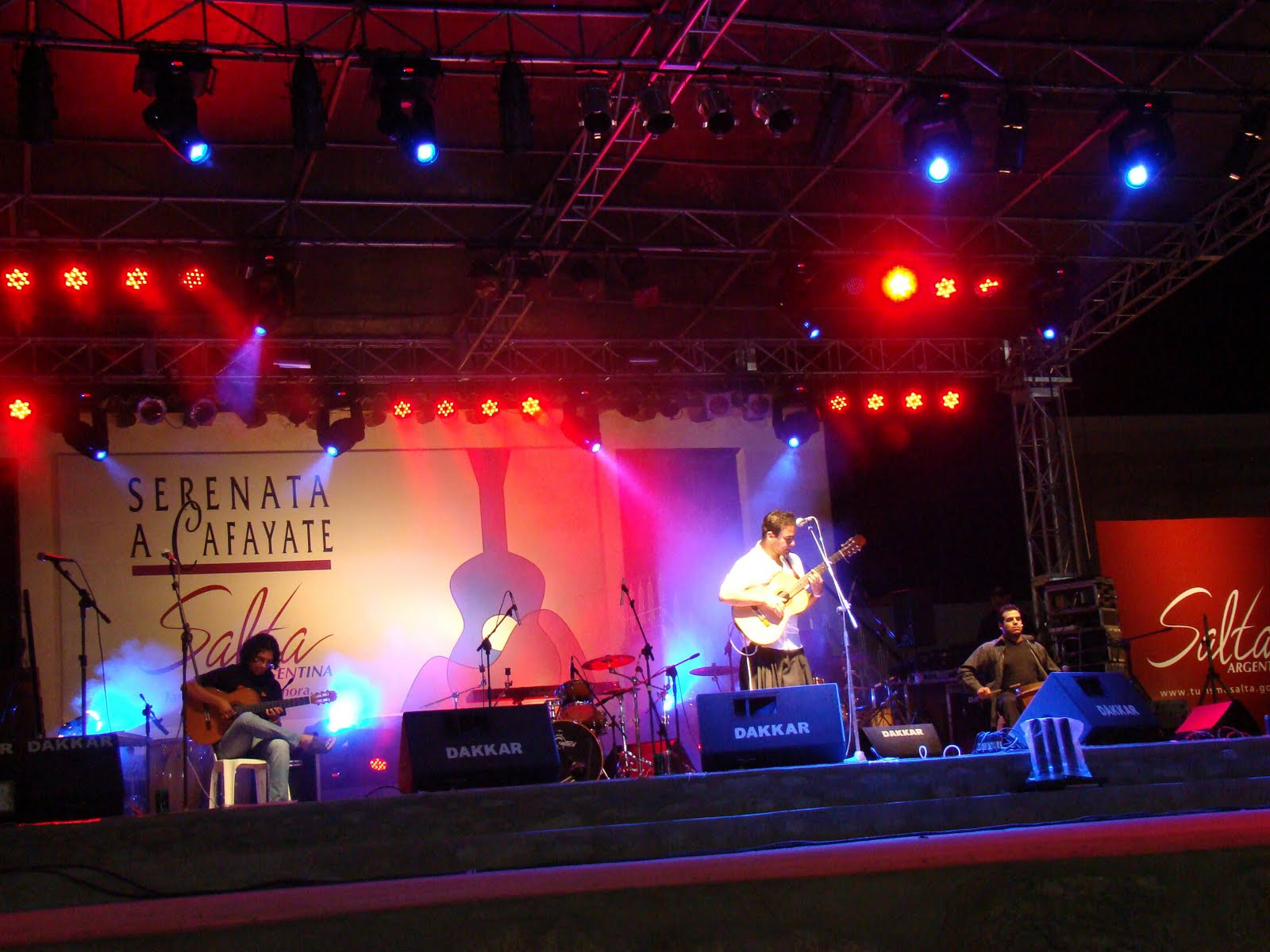
Escenario Payo Solá.

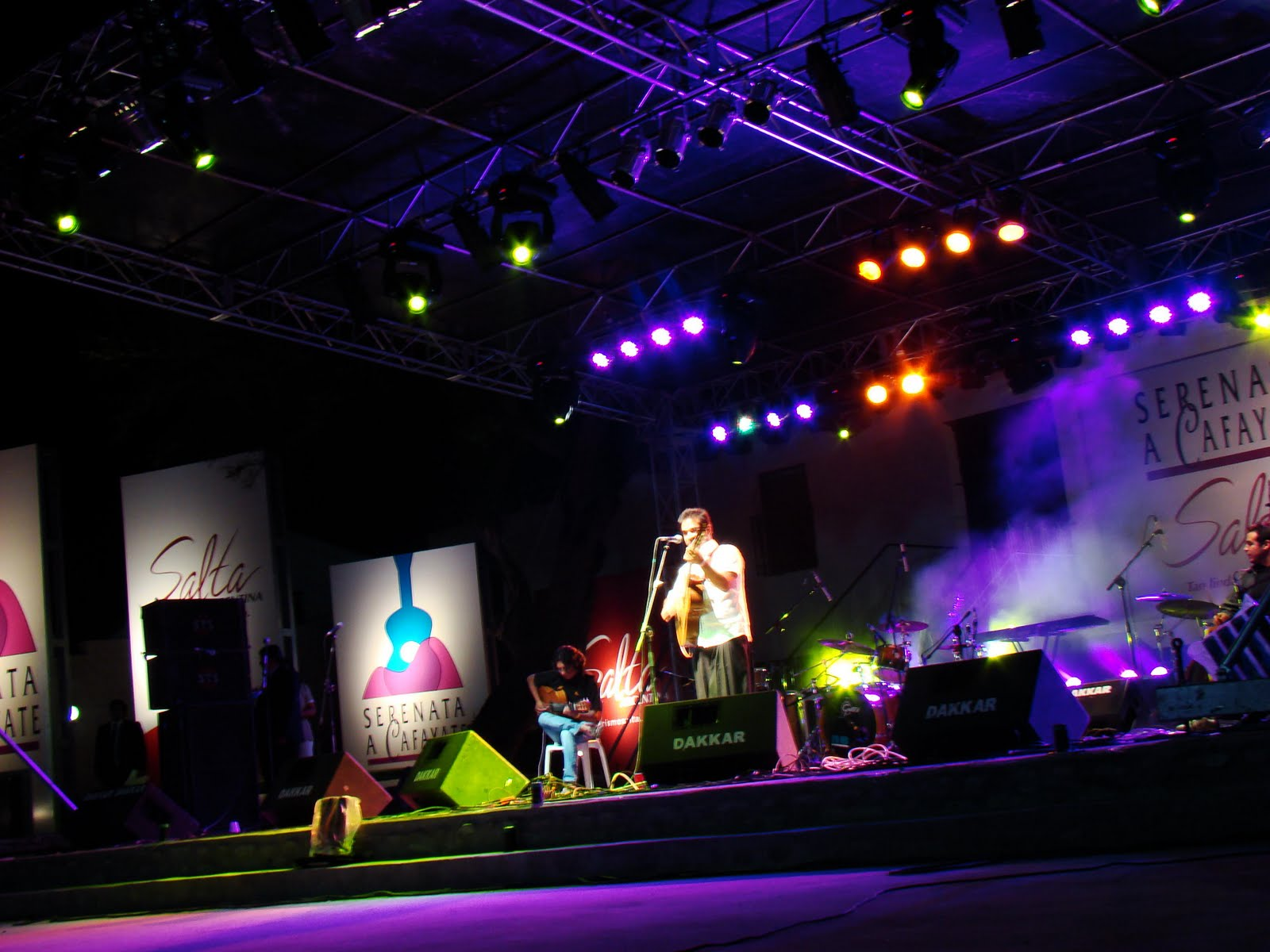
Artista durante la serenata.

El evento comenzó a principios de la década de 1970. Eran “los tiempos de un Cafayate romántico, cantor y enamorado de las puras bellezas de la música”. La figura creadora del encuentro fue Don Arnaldo Etchart (padre), un entusiasta animador de itinerarios, que partían desde su residencia “La Florida” y que concluían “en el amanecer de un nuevo día en el balcón de alguna moza del lugar”.
Así en 1974, y con esa mística se realizó por primera vez el festival “Serenata” en Cafayate, que reemplazó las frustradas fiestas de la Vendimia.
Entre los objetivos de quienes lo promovieron el evento debía ser “un regalo musical, un homenaje al laborioso pueblo cafayateño y, por extensión, a toda la población vallista”. Pero desde 1976, la Serenata a Cafayate, se ubicó en el ámbito natural de una vieja bodega, la que actualmente se denomina “La Bodega Encantada”. Según los cafayateños cuando llega febrero la bodega “pone en libertad los duendes de la guitarrería, las dormidas esencias de la canción que se esparcen por todo el Valle como la convidadora señal del tiempo de la Serenata”. En la actualidad la fiesta es promovida por los habitantes y bodegueros, como un homenaje a la laboriosidad del pueblo y del valle, un regalo de los lugareños y que recoge la tradición serenatera.
Históricamente la Serenata a Cafayate duraba tres noches, en 2008 la Comisión Organizadora del festival decidió extenderla a seis jornadas y así se mantuvo durante cuatro años. En 2012 nuevamente, por conveniencia, fue de tres noches.
En 2011 se remodeló completamente el escenario Payo Solá y se construyeron nuevos camarines y salas de prensa para los artistas.
Desde hace más de 15 años, en la última jornada actúa el Chaqueño Palavecino quien sube al escenario recién a la madrugada y extiende su show, aproximadamente, hasta las 8 horas del día domingo, esto se ha convertido en un clásico de la Serenata que nadie se quiere perder.
Durante esos tres días Cafayate se viste de fiesta, de alegría, de canto y de carnaval; y cuando llega la noche todos esperan el grito convocante "¡ALEGRATE CAFAYATE!" porque esa es la señal de que la fiesta ha comenzado.

## La serenateña
La Serenata a Cafayate cuenta con una canción que la identifica llamada "La serenateña" compuesta por Yuyo Montes. La versión más conocida de esta canción es interpretada por el Chaqueño Palavecino, también han realizado sus versiones Los Nocheros y otros artistas del ámbito folklórico.